# Gaymans
Gaymans is een geslacht dat vanaf 1426 te Arnhem wordt vermeld en daar ook bestuurders aan leverde.

## Geschiedenis
De stamreeks begint met Gaert Gademans die in 1426 te Arnhem woonde. Zijn kleinzoon nam de naam Gaymans aan. Vanaf de achtste generatie traden leden op in het bestuur van de stad Arnhem, en ook op juridisch gebied.

## Enkele telgen
Mr. Anthony Gaymans (1657-1736), secretaris van Arnhem
- Arnoldus Gaymans (1692-1744), kapitein-luitenant
  - Mr. Jan Gaymans (1724-1804), raad en voorzitter Hof van Gelderland, schepen, raad en burgemeester van Arnhem, gecommitteerde ter Staten-Generaal
    - Mr. Arnold Antoni Gaymans (1758-1831), burgemeester van Arnhem, lid Gedeputeerde Staten van Gelderland
    - Mr. Derk Gaymans (1763-1845), raad, schepen en burgemeester van Arnhem
      - Mr. Jan Joost Christiaan Gaymans (1795-1855), burgemeester van Westervoort
        - Wilhelmina Johanna Gaymans (1838-1917); trouwde in 1872 met jhr. mr. Frederik Hendrik de Pesters (1839-1906), burgemeester

    - Mr. Jan Gaymans (1771-1814), president Hof van Gelderland, lid raad van Arnhem
      - Jan Joost Christiaan Gaymans (1797-1850), belastinginspecteur
        - Mr. Jan Joost Christiaan Gaymans (1828-1876), president Raad van Justitie te Batavia
        - Margo Eldina Adelaide Fanny Gaymans (1841-1912); trouwde in 1902 met Johannes Gijsbert Vogel (1828-1915), kunstschilder

      - Everharda Johanna Philippina Gaymans (1805-1871); trouwde in 1831 met mr. Willem Hendrik Taay (1797-1859), notaris en lid gemeenteraad van Arnhem
      - Dirk Pieter Jan Nicolaas Gaymans (1807-1854), burgemeester en secretaris van Valburg
      - Johanna Charlotta Gaymans (1808-1856); trouwde in 1828 met mr. Martin Julius van Gelein Vitringa (1796-1865), president Hof van Gelderland

Geslachten die opgenomen zijn in het sinds 1910 verschijnende genealogische naslagwerk Nederland's Patriciaat. Lijst volgens opgave van het CBG Centrum voor familiegeschiedenis.
A · B · C · D · E · F · G · H · I · J · K · L · M · N · O · P · Q · R · S · T · U · V · W · Y · Z